# Polylepis racemosa
Espèce
Statut de conservation UICN

 VU A1c : Vulnérable
Polylepis racemosa est une espèce de plantes à fleurs de la famille des Rosaceae. C’est un arbre endémique au Pérou et menacé par la perte de son habitat.
On trouve un espace de conservation consacré à l’espèce à l’entrée du Parc national de Huascarán, près de Huaraz au Pérou.